# Limênio

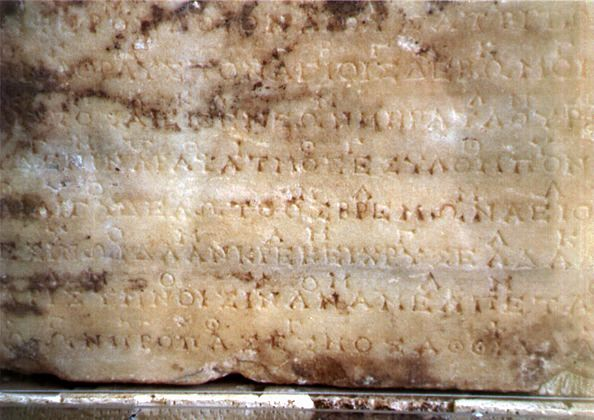
A pedra com a inscrição do hino de Limenios

Limênio foi um músico de Atenas ativo no século II a.C. É o autor do II Hino Délfico, que sobreviveu em uma inscrição em pedra em Delfos, sendo assim uma das mais antigas partituras de música do ocidente. Limênio era tocador de cítara e atuou nos Jogos Píticos.